# Charles Keene
Charles Keene, född 11 april 1846, död 29 november 1926, var en brittisk bågskytt. Han deltog vid olympiska sommarspelen 1908.